# Brachymenium muricola
Brachymenium muricola är en bladmossart som beskrevs av Brotherus 1923. Brachymenium muricola ingår i släktet Brachymenium och familjen Bryaceae. Inga underarter finns listade i Catalogue of Life.